# Оддоне Скаріто
Оддо́не Скарі́то (італ. Oddone Scarito; XIII ст., роки життя невідомі) — політик і державний діяч Сан-Марино. Консул, згодом один із двох перших капітанів-регентів Сан-Марино  (разом з Філіппо да Стерпето). Правив з 1 жовтня 1243 року по 1 квітня 1244 року. Вдруге обіймав посаду капітана-регента 1 квітня — 1 жовтня 1253 року спільно з Андреа Суперджі. Скаріто і да Стерпето є першими відомими главами держави Сан-Марино .
На честь Оддоне Скаріто названо вулицю в комуні Борго-Маджоре .